# District judiciaire de Valladolid
Le district judiciaire de Valladolid (en espagnol : partido judicial de Valladolid) est l'un des trois districts judiciaires de la province de Valladolid, en Castille-et-León, dans le nord-ouest de l'Espagne. Le chef-lieu de cette entité administrative est la ville et municipalité de Valladolid.
Le district judiciaire de Valdadolid compte 463 114 habitants (en 2011), répartis dans 114 municipalités, sur une superficie de 3 826,3 km2.

## Communes
| - Adalia - Aldea de San Miguel - Aldeamayor de San Martín - Amusquillo - Arroyo de la Encomienda - Bahabón - Barruelo del Valle - Bercero - Berceruelo - Bocos de Duero - Boecillo - Cabezón de Pisuerga - Campaspero - Camporredondo - Canalejas de Peñafiel - Canillas de Esgueva - Casasola de Arión - Castrillo de Duero - Castrillo-Tejeriego - Castrodeza - Castronuevo de Esgueva - Castroverde de Cerrato - Cigales - Ciguñuela - Cistérniga - Cogeces de Íscar - Cogeces del Monte - Corcos del Valle - Corrales de Duero - Cubillas de Santa Marta - Curiel de Duero - Encinas de Esgueva - Esguevillas de Esgueva - Fombellida - Fompedraza - Fuensaldaña - Gallegos de Hornija - Geria | - Íscar - Laguna de Duero - Langayo - Manzanillo - Marzales - Matilla de los Caños - Megeces - Montemayor de Pililla - Mota del Marqués - Mucientes - Olivares de Duero - Olmos de Esgueva - Olmos de Peñafiel - La Parrilla - La Pedraja de Portillo - Pedrajas de San Esteban - Pedrosa del Rey - Peñafiel - Peñaflor de Hornija - Pesquera de Duero - Piña de Esgueva - Piñel de Abajo - Piñel de Arriba - Pollos - Portillo - Quintanilla de Arriba - Quintanilla de Onésimo - Quintanilla de Trigueros - Rábano - Renedo de Esgueva - Robladillo - Roturas - San Cebrián de Mazote - San Llorente - San Martín de Valvení - San Miguel del Arroyo - San Miguel del Pino - San Pelayo | - San Román de Hornija - San Salvador - Santibáñez de Valcorba - Santovenia de Pisuerga - Sardón de Duero - Simancas - Tordesillas - Torre de Esgueva - Torre de Peñafiel - Torrecilla de la Abadesa - Torrecilla de la Torre - Torrelobatón - Torrescárcela - Traspinedo - Trigueros del Valle - Tudela de Duero - Valbuena de Duero - Valdearcos de la Vega - Valladolid - Valoria la Buena - Vega de Valdetronco - Velilla - Velliza - Viana de Cega - Villabáñez - Villaco - Villafuerte - Villalar de los Comuneros - Villalbarba - Villán de Tordesillas - Villanubla - Villanueva de los Infantes - Villarmentero de Esgueva - Villasexmir - Villavaquerín - Viloria - Wamba - Zaratán |